# 日経映像
株式会社日経映像（にっけいえいぞう、英・Nikkei Visual Images, Inc.）は、テレビ番組の制作を中心とする制作プロダクションである。また、スカイパーフェクTV!で経済ニュース専門チャンネル「日経CNBC」の運営を行なう。

## 概要
1958年7月1日に「株式会社日経映画社」として設立された。テレビ東京も資本参加している。その後、1984年10月1日に現在の「株式会社日経映像」に商号を変更。
『テレビ私の履歴書』『美の巨人たち』『医食同源』『日経スペシャル ガイアの夜明け』『ワールドビジネスサテライト土曜版』など教養番組や経済番組の制作に強みを発揮。1999年10月1日に開局された経済ニュース専門チャンネル「日経CNBC」では、番組制作送出業務を担当している。また、『日経住宅サーチ』『日経ブロードバンドニュース』などストリーミングを生かしたWebサイト構築にも力を入れている。また『残りの雪』（立原正秋原作）等テレビドラマも制作した事がある。
1990年代にはゲーム事業にも参入していた頃があり、美少女育成シミュレーションゲーム『Little Lovers』（発売元：NTT出版）を開発していた。

## 沿革
- 1958年7月1日 - （株）日経映画社設立
- 1982年3月1日 - 大阪支社開設
- 1983年4月7日 - （株）日経ビデオバンク設立
- 1983年9月1日 - 名古屋支社開設
- 1984年10月1日 - （株）日経映画社を（株）日経映像に改称
- 1988年2月1日 - （株）映像システム設立
- 1994年3月1日 - 日本経済新聞社NSN事業部門の制作・配信業務を受託
- 1994年4月2日 - 資本金2000万円を6000万円に増資
- 1996年10月1日 - 通信衛星によるデジタル放送（DMC）スタート
- 1997年3月18日 - 日経映像アメリカ社設立
- 1999年10月1日 - 日経CNBCスタート

## 主な制作番組
※特記のないものはすべてテレビ東京での放送。

### 報道・情報
現在
- ワールドビジネスサテライト
- ニュースモーニングサテライト
- ゆうがたサテライト
- 日経プラス10（BSテレビ東京）
- 日経プラス10サタデー ニュースの疑問（BSテレビ東京）
- 日経モーニングプラス（BSテレビ東京）
- 早起き日経＋FT（BSテレビ東京）

過去
- NIKKEI×BS LIVE 7PM（BSジャパン）
- WBS Weekend（BSジャパン）
- 町おこし村おこし
- アジアビジネス新時代
- ケンちゃんの晩めし前!
- ワールドビジネスサテライト土曜版
- 医食同源
- 勝間和代#デキビジ（BSジャパン）
- 話題のひととき

### ドキュメンタリー
現在
- 日経スペシャル ガイアの夜明け
- 日経スペシャル カンブリア宮殿
- 日経スペシャル 未来世紀ジパング〜沸騰現場の経済学〜
- 知られざるガリバー〜エクセレントカンパニーファイル〜
- 密着!救命救急24時

過去
- テレビ私の履歴書
- 私の交遊抄
- 素敵な宇宙船地球号（テレビ朝日）
- スポーツ大陸（NHK）
- アスリートの魂（NHK）

### 教養エンターテイメント
現在
- 美の巨人たち(テレビ東京系列)
- 美の壺（NHK）
- 教えて!ドクター 家族の健康（BSテレビ東京）

過去
- 美の美
- 世界・美の旅
- テクノ探偵団
- 上野浅草隅田川
- テレビ日経おとなのOFF（BSジャパン）
- 小林麻耶の本に会いたい（BSジャパン）
- 夢の美術館（NHK）

### その他
現在
- 生きるを伝える
- 朝の！さんぽ道
- 日曜美術館（NHK）

過去
- 情熱の系譜
- みんなとてれと
- 戦士の逸品
- CHANGE MAKER（NHK）

## 主な制作ビデオ
- 面接シミュレーションシリーズ